# Grand Hammond
Grand Hammond is een Belgische band.

## Biografie
Grand Hammond ontstond in 2014 als project van Hans Francken. Francken is producer en tekstschrijver van de groep en de vocals worden gedaan door Ludovic Nyamabo, Lindsey De Bolster (Lynn C) & Smaali Yass, voormalige deelnemers uit het programma The Voice van Vlaanderen .

## Discografie
| Single met hitnotering(en) in de Vlaamse Ultratop 50 | Datum van verschijnen | Datum van binnenkomst | Hoogste positie | Aantal weken | Opmerkingen                              |
| ---------------------------------------------------- | --------------------- | --------------------- | --------------- | ------------ | ---------------------------------------- |
| Make Me Happy                                        | 2014                  | 12-07-2014            | tip24           |              | als Grand Hammond feat. Ludovic          |
| You Lie!                                             | 2015                  | 10-01-2015            | tip7            |              | als Grand Hammond feat. Ludovic & Lynn C |
| For Your Love                                        | 2015                  | 23-05-2015            | tip22           |              | als Grand Hammond feat. Yass             |
| Bustin' Loose                                        | 2016                  | 16-07-2016            | tip49           |              | als Grand Hammond feat. Lynn C           |